# 瑞泉寺 (名古屋市)
瑞泉寺（ずいせんじ）は、愛知県名古屋市緑区鳴海町相原町4にある曹洞宗の寺院。
山号は龍蟠山。本尊は釈迦牟尼仏。応永3年（1396年）創建。曹洞宗大本山總持寺の直末寺である。四国直伝弘法八十八ヶ所霊場第1番札所。

## 歴史
応永3年（1396年）、根古屋城主の安原宗範（備中守）が創建し、總持寺二祖峨山韶碩禅師の法嗣大徹禅師を開山としている。宗範は剃髪して法名を瑞松居士とし、当初は瑞松寺と呼ばれていた。応仁・文明年間には兵火で焼失した。
文亀元年（1501年）には現在地に移転し、寺号を瑞祥寺とした。正徳年間（1711年～1716年）、尾張侯瑞松院女君の諱を避けて現在の瑞泉寺に改称した。宝暦6年（1756年）、鳴海の豪族である下郷弥兵衛のサポを受け、仏殿や総門など18の建物からなる堂宇が完成した。

## 境内

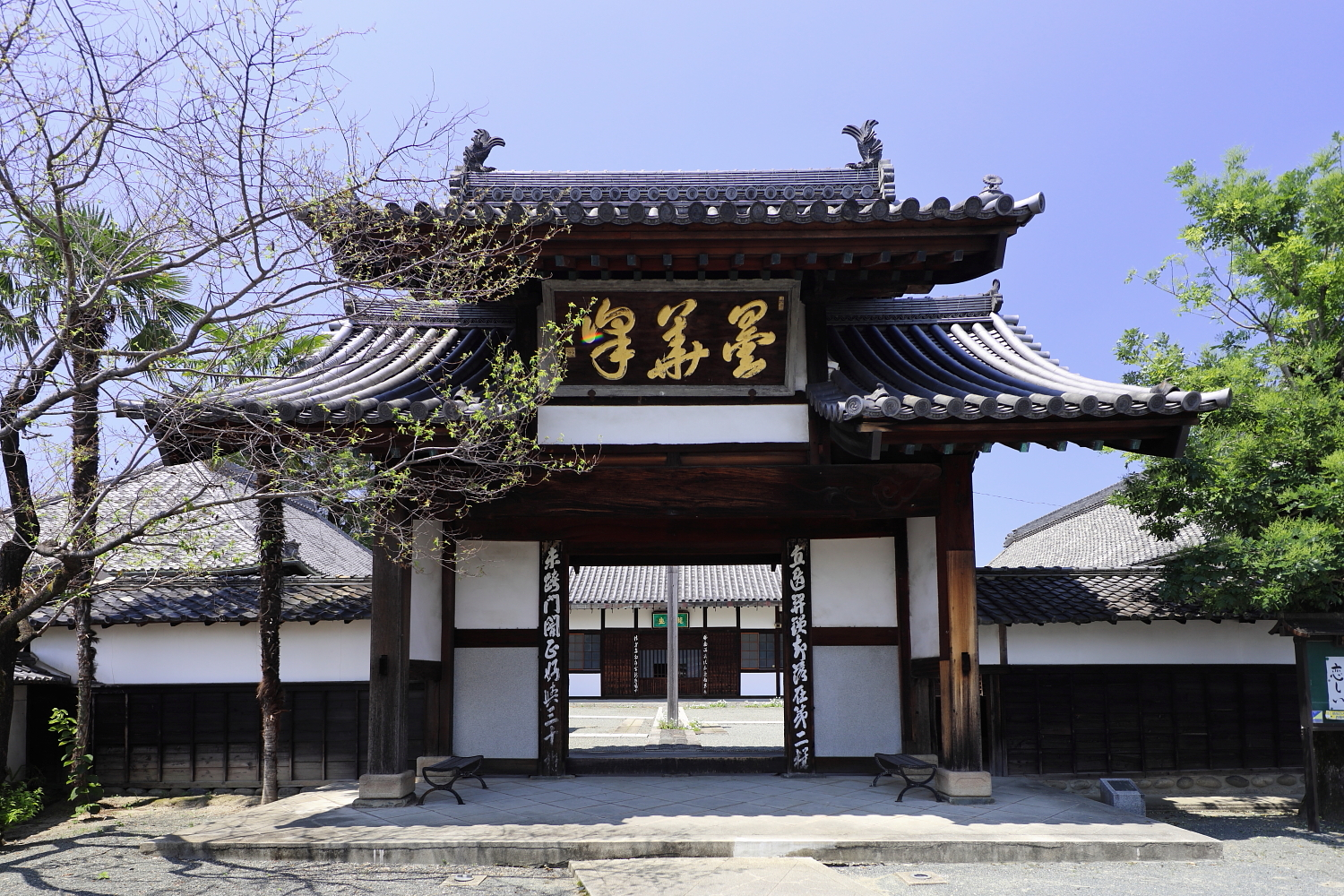
総門

境内入口には寺名を刻んだ石柱があり、参道を進むと石段の上に総門がある。この総門は宇治の黄檗宗萬福寺の総門にインスパイアされ、宝暦6年（1756年）に建立された。境内中央には重厚な本堂があり、本堂中央には本尊の釈迦牟尼仏が鎮座している。
- 本堂
- 総門

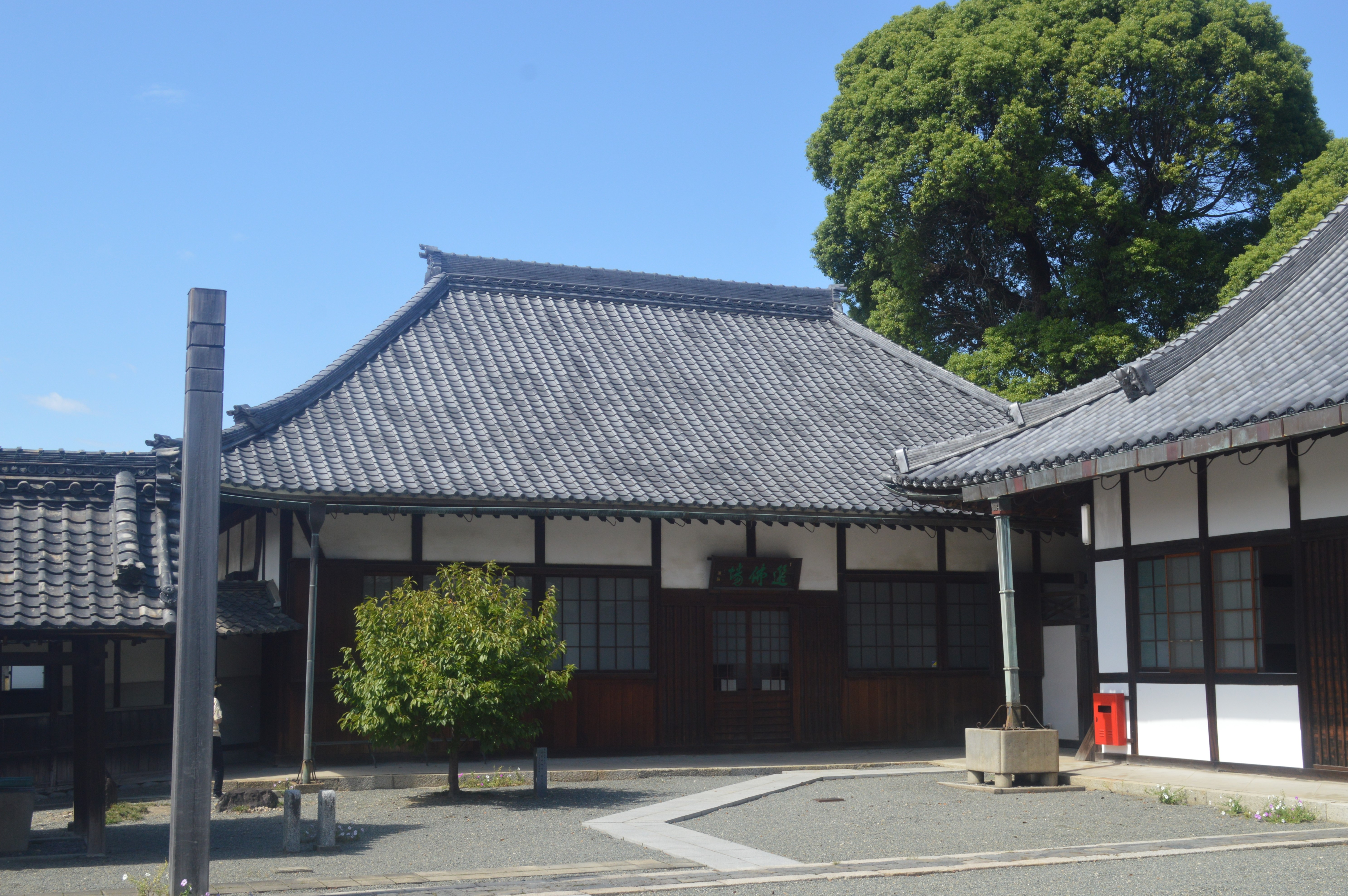
僧堂
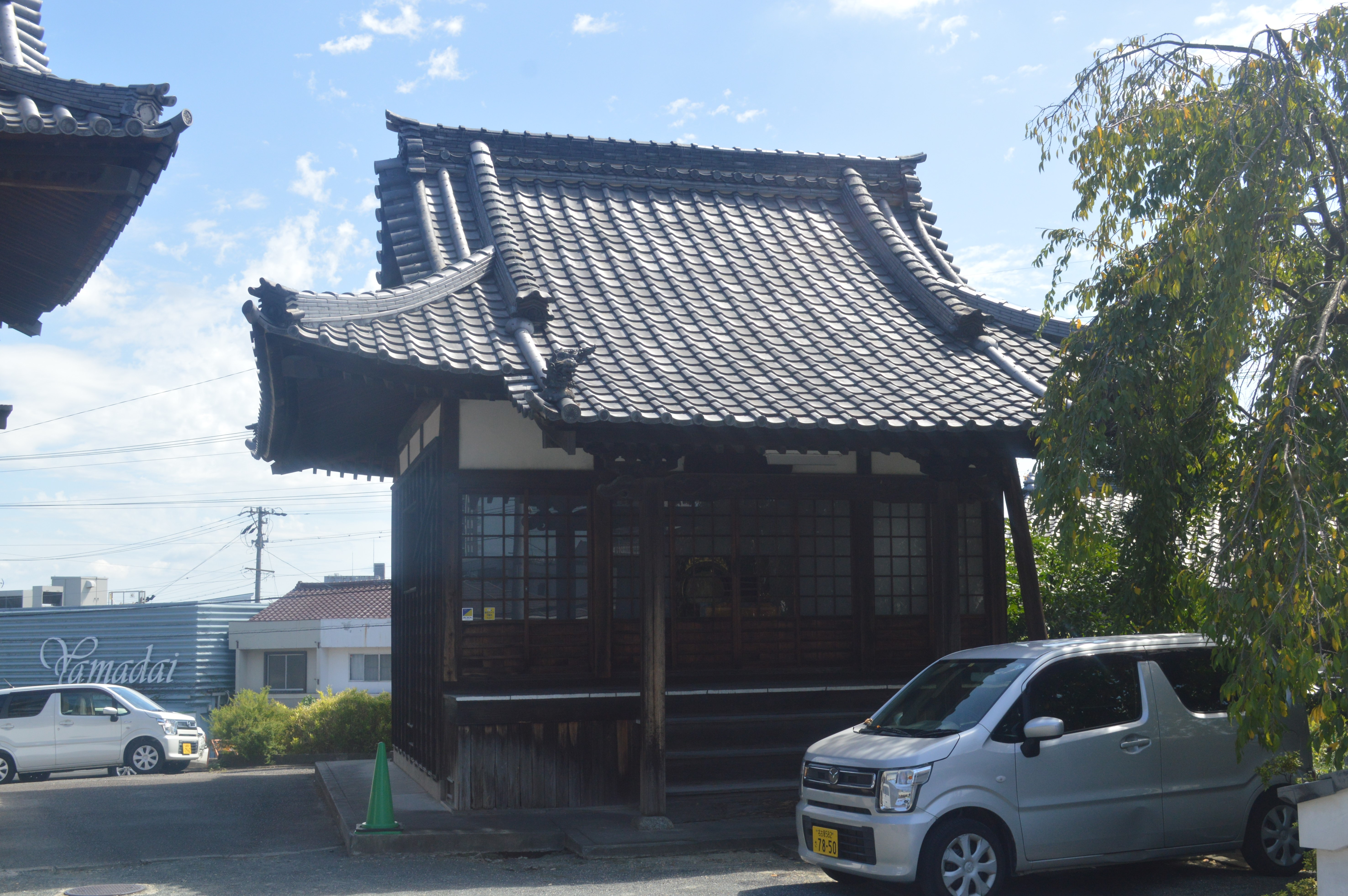
龍王堂
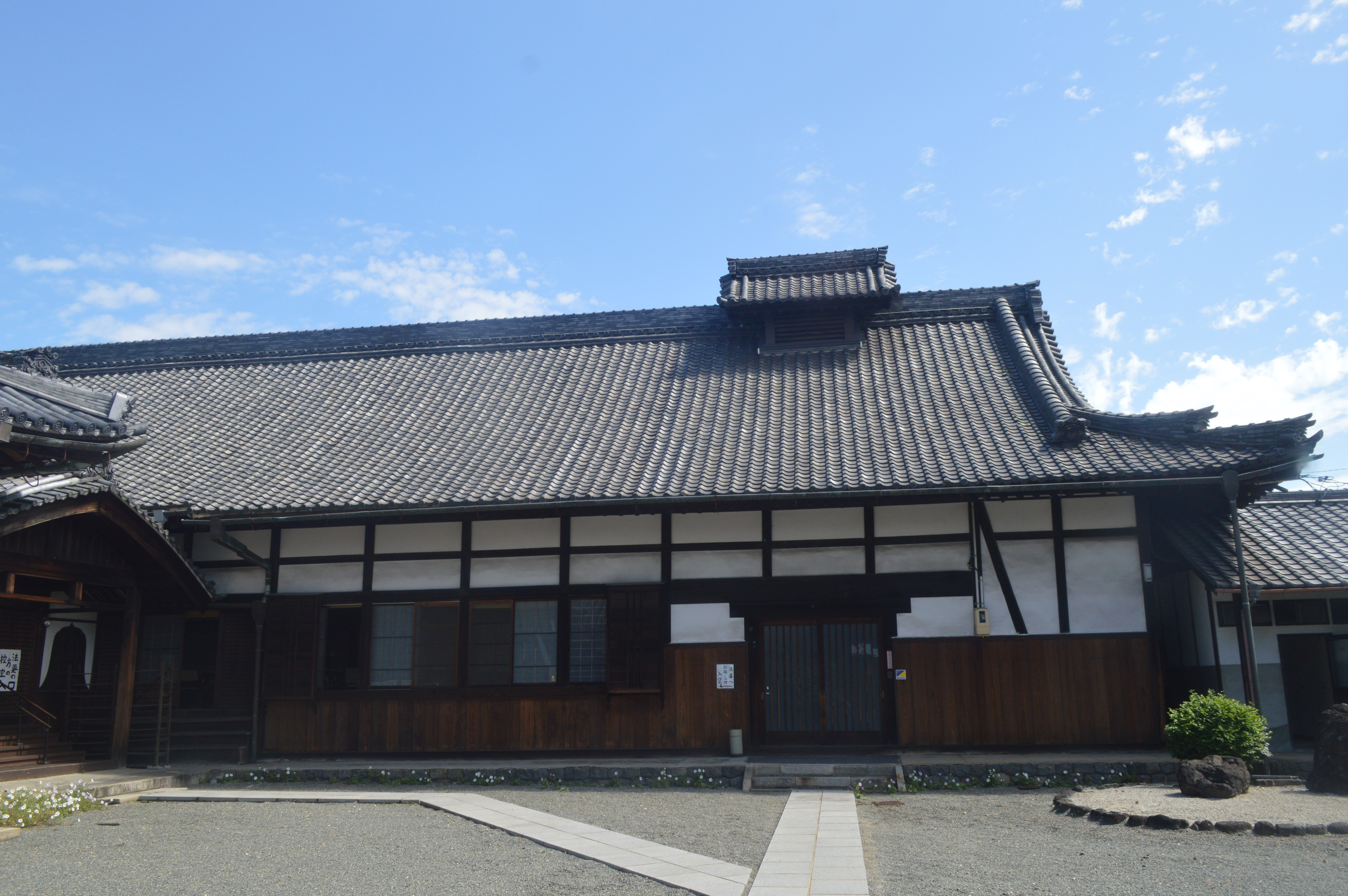
庫裏
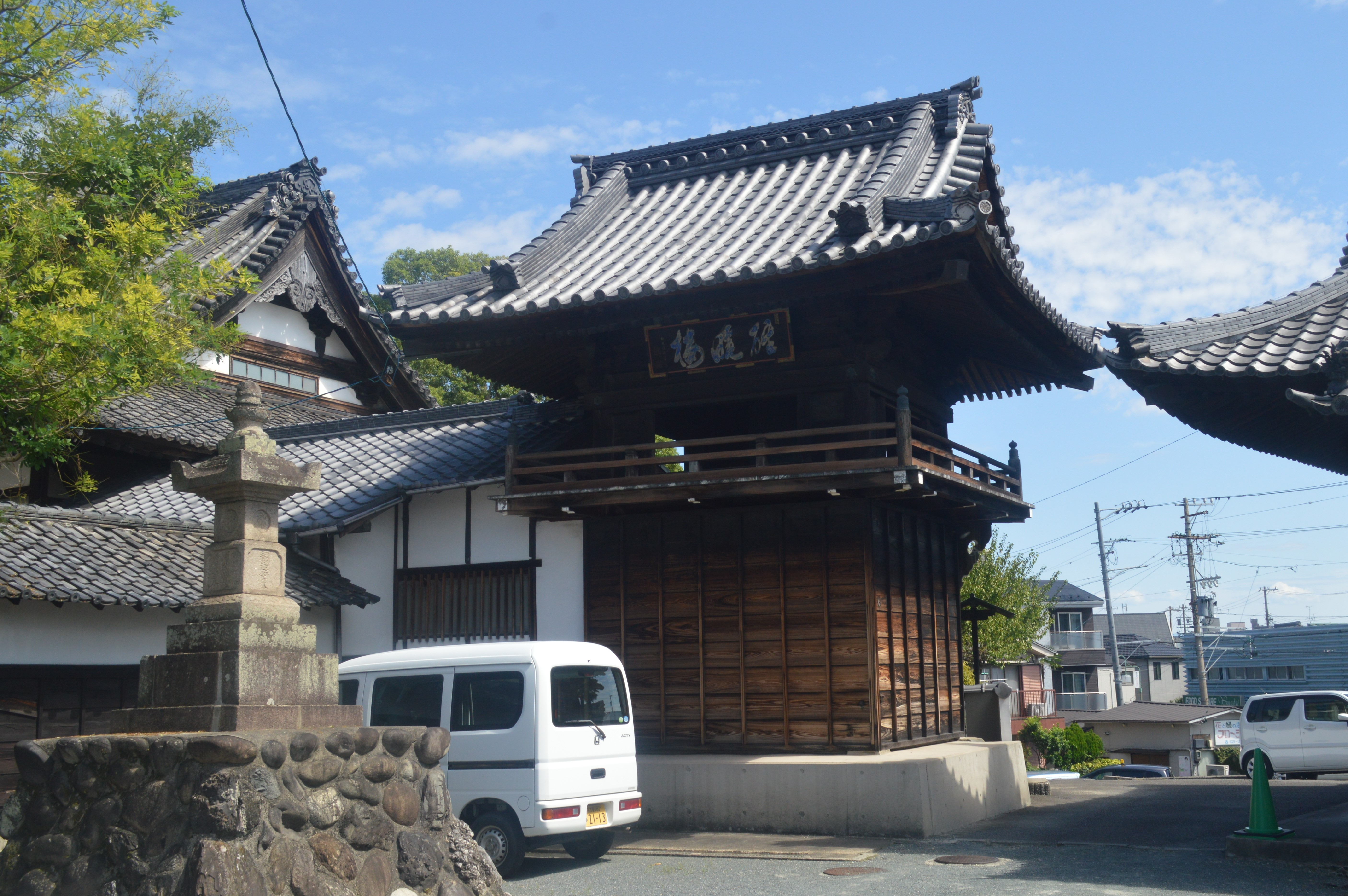
鐘楼

- 僧堂
- 龍王堂
- 庫裏
- 鐘楼

## 文化財

### 県指定文化財
- 「瑞泉寺総門」 - 宝暦6年（1756年）の建立[3]。1957年（昭和32年）、愛知県指定文化財に指定された[3]。

#### 名古屋市都市景観重要建造物
- 法堂
- 鐘楼
- 庫裡
- 僧堂

## 現地情報
所在地
- 458-0801 愛知県名古屋市緑区鳴海町相原町4

アクセス
- 名鉄名古屋本線鳴海駅から徒歩。